# カラニジキジ
カラニジキジ（唐虹雉、Lophophorus lhuysii）は、キジ目キジ科ニジキジ属に分類される鳥類。

## 分布
中華人民共和国（甘粛省南部、四川省中部、青海省南部）固有種

## 形態
全長オス80-81cm、メス76cm。翼長オス34.5cm、メス32cm。体重オス2.8kg、メス3.2kg。腰は白い羽毛で被われる。虹彩は褐色。
卵は長径7.1cm、短径5cm。
オスは頭頂の羽毛が後方へ房状に伸長（冠羽）する。体上面は赤褐色の羽毛、体側面は羽毛の外縁（羽縁）が緑色の黒い羽毛で被われる。額は青紫色、耳孔を被う羽毛（耳羽）は緑色、喉や後頭は青みがかった黒の羽毛で被われる。冠羽は基部から先端にかけて緑から濃青色、赤紫色。さらに肉垂れ状の皮膚がより大型。嘴の色彩は灰色。後肢の色彩は暗灰色。メスは全身が白や黒の斑紋が入った褐色の羽毛で被われる。喉は淡褐色で被われる。冠羽がない。また肉垂が小型で、嘴や後肢の色彩は黄色みを帯びた灰色。

## 生態
標高3,000-4,900mにある下生えにシャクナゲが密生した針葉樹林、高山ツンドラなどに生息する。冬季になると標高の低い場所へ移動する。
食性は雑食で、球根、昆虫を食べると考えられている。
繁殖形態は卵生。飼育下では4-5月に1回に3-5回の卵を産んだ例がある。

## 人間との関係
生息地では食用とされる事もある。
開発による生息地の破壊、食用の乱獲などにより生息数は減少している。